# 鱗孔鯛屬
鳞孔鲷属为輻鰭魚綱奇鯛目大鱗鲷科的一属鱼类。

## 下属物种
- 皮氏鱗孔鯛（Scopelogadus beanii）
- （Scopelogadus mizolepis bispinosus）
- 大鱗鱗孔鯛（Scopelogadus mizolepis mizolepis）
- （Scopelogadus unispinis）

## 扩展阅读
維基物種上的相關：鳞孔鲷属